# AS Saint-Étienne
AS Saint-Étienne är en fotbollsklubb som hör hemma i Saint-Étienne i Frankrike.
Klubben bildades 1919 och blev professionell 1933, varvid också det nuvarande namnet kom. Klubbens hemmaarena är Stade Geoffroy-Guichard med en publikkapacitet på 35 616 åskådare.

## Historia
Klubben antog sitt nuvarande namn AS Saint-Étienne 1933. Klubben spelade första gången i franska högstaligan 1938–1943. Föreningen kom att dominera fransk ligafotboll från slutet av 1960-talet till början av 1980-talet.
Föreningens största internationella framgång är finalplatsen i Europacupen för mästarlag 1976. Laget förlorade med matchens enda mål mot Bayern München. Saint-Étiennes Dominique Bathenay träffade ribbans underkant och Jacques Santini träffade stolpen.
1984 degraderades klubben efter 22 år till andradivisionen. 
Saint-Étienne har rekordet för hur många gånger ett lag vunnit den franska högsta ligan. De har vunnit 10 gånger vilket stjärnan över klubbmärket representerar. Tränaren Jean Snella vann fem av dessa och är en legend i Saint-Ètienne.

## Spelare

### Truppen
| Nr | Land            | Pos | Namn                                            |
| -- | --------------- | --- | ----------------------------------------------- |
| 1  | Frankrike       | MV  | Stefan Bajic                                    |
| 2  | Kamerun         | F   | Harold Moukoudi                                 |
| 4  | Guinea          | F   | Saïdou Sow                                      |
| 5  | Frankrike       | F   | Timothée Kolodziejczak                          |
| 6  | Frankrike       | MF  | Lucas Gourna-Douath                             |
| 7  | Algeriet        | MF  | Ryad Boudebouz                                  |
| 8  | Frankrike       | MF  | Mahdi Camara                                    |
| 9  | Uruguay         | A   | Ignacio Ramírez (lån från Liverpool Montevideo) |
| 10 | Tunisien        | A   | Wahbi Khazri                                    |
| 11 | Brasilien       | F   | Gabriel Silva                                   |
| 13 | Peru            | F   | Miguel Trauco                                   |
| 14 | Elfenbenskusten | A   | Jean-Philippe Krasso                            |
| 15 | Frankrike       | MF  | Bilal Benkhedim                                 |
| 16 | Senegal         | MV  | Boubacar Fall                                   |
| 17 | Frankrike       | MF  | Adil Aouchiche                                  |
| 18 | Frankrike       | A   | Arnaud Nordin                                   |
| 19 | Kamerun         | MF  | Yvan Neyou                                      |

| Nr | Land      | Pos | Namn                              |
| -- | --------- | --- | --------------------------------- |
| 20 | Gabon     | MF  | Denis Bouanga                     |
| 21 | Frankrike | A   | Romain Hamouma                    |
| 22 | Frankrike | F   | Alpha Sissoko                     |
| 25 | Senegal   | MF  | Assane Dioussé                    |
| 26 | Frankrike | MF  | Maxence Rivera                    |
| 27 | Frankrike | F   | Yvann Maçon                       |
| 28 | Frankrike | MF  | Zaydou Youssouf                   |
| 29 | Frankrike | MF  | Aïmen Moueffek                    |
| 31 | Senegal   | A   | Sada Thioub (lån från Angers)     |
| 33 | Frankrike | F   | Mickaël Nadé                      |
| 36 | Frankrike | F   | Marvin Tshibuabua                 |
| 40 | England   | MV  | Etienne Green                     |
| 50 | Frankrike | MV  | Paul Bernardoni (lån från Angers) |
| 60 | Algeriet  | MV  | Nabil Ouennas                     |
|    | Kamerun   | F   | Bryan Nokoue                      |
|    | Frankrike | F   | Joris Gnagnon                     |
|    | Mali      | A   | Bakary Sako                       |

### Utlånade spelare
| Nr | Land      | Pos | Namn                                       |
| -- | --------- | --- | ------------------------------------------ |
|    | Frankrike | A   | Charles Abi (i Guingamp till 30 juni 2022) |

| Nr | Land    | Pos | Namn                                         |
| -- | ------- | --- | -------------------------------------------- |
|    | Spanien | F   | Sergi Palencia (i Leganés till 30 juni 2022) |

### Kända spelare
- Michel Platini
- Roger Milla
- Jérémie Janot
- Frédéric Piquionne
- Aimé Jacquet
- Didier Zokora
- Bafétimbi Gomis
- Gelson Fernandes
- Blaise Matuidi
- Pierre-Emerick Aubameyang

## Meriter
- Europacupen för mästarlag : 
  - Finalist : 1976
- Franska mästare (10 gånger) : 1957, 1964, 1967, 1968, 1969, 1970, 1974, 1975, 1976 och 1981
- Franska cupen (6 gånger) : 1962, 1968, 1970, 1974, 1975 och 1977
- Franska ligacupen: 2013